# Fulbert van Chartres

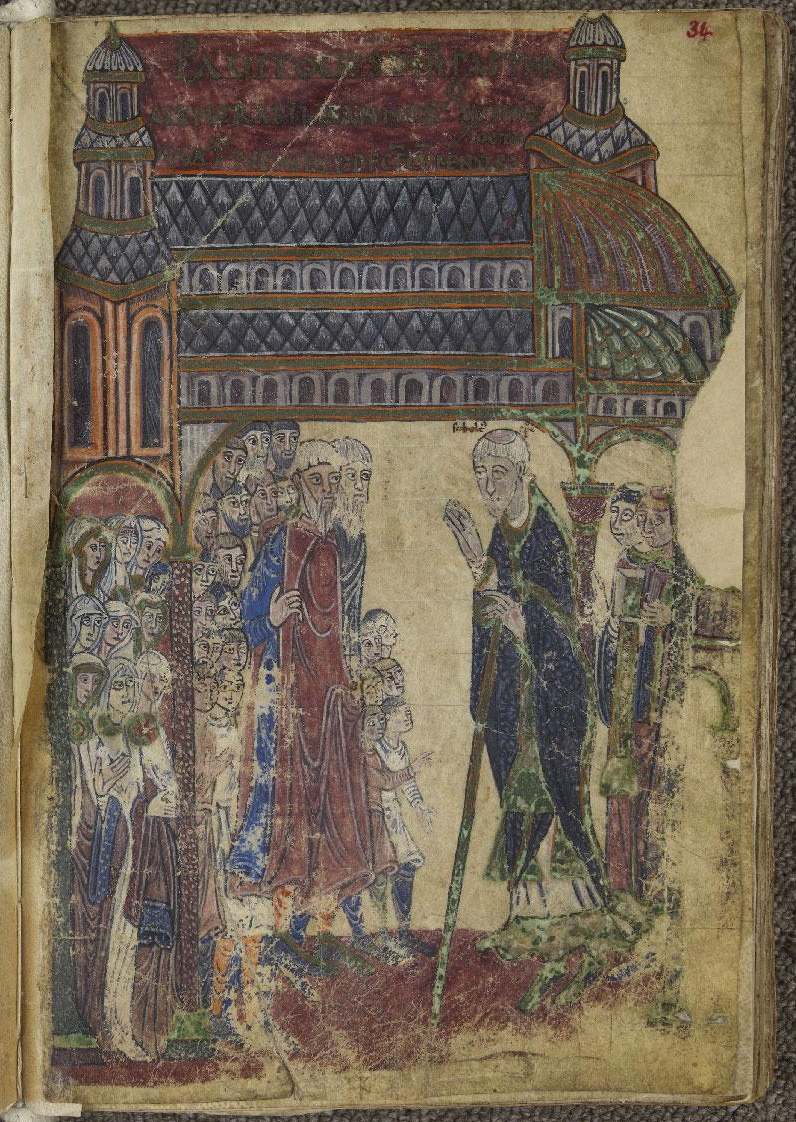
Miniatuur uit het Obituaire de Notre-Dame de Chartres (11e-12e eeuw), voorstellende Fulbert van Chartres

Fulbert van Chartres (tussen 952 en 970 - 10 april 1028) was van 1006 tot 1028 bisschop van de kathedraal van Chartres. 
Fulbert werd waarschijnlijk geboren in Italië. Hij was een leerling van Gerbert van Aurillac. Hij was leraar aan de kathedraalschool van Chartres. Deze school bezat een omvangrijke bibliotheek met werken van historici en klassieke en christelijke Latijnse schrijvers. Fulbert had verschillende, beroemde leerlingen zoals Bernard en Thierry van Chartres en Willem van Conches. Hij was verantwoordelijk voor de bevordering van de viering van de feestdag van de "Geboorte van de Maagd". Ook was hij verantwoordelijk voor een van de vele reconstructies van de kathedraal van Chartres. Het merendeel van de informatie die we over Fulbert hebben ontlenen wij aan de brieven die hij tussen 1004 en 1028 aan zowel seculiere als religieuze tijdgenoten schreef. Bekend is zijn brief aan Willem V, hertog van Aquitanië waarin Fulbert de feodale verplichtingen tussen leenheer en vazal definieerde.
- Bibliothèque nationale de France: cb12197653d (data)
- Catàleg d'autoritats de noms i títols de Catalunya: 981058521811006706
- CiNii: DA04395567
- Gemeinsame Normdatei: 118703528
- International Standard Name Identifier: 0000 0000 7978 0660
- Library of Congress Control Number: n88638775
- MusicBrainz: 8d085829-2ca8-423f-8d23-8bbb00ac44dd
- Nationale Bibliotheek van Tsjechië: kup19980000029626
- Nationale Bibliotheek van Israël: 987007373099305171
- Nationale en Universitaire bibliotheek Zagreb: 000571923
- Nederlandse Thesaurus van Auteursnamen: 07359279X
- Réseau des bibliothèques de Suisse occidentale: 02-A003269010
- Istituto Centrale per il Catalogo Unico: CFIV060305
- LIBRIS: 187673
- Système universitaire de documentation: 030592313
- Union List of Artist Names: 500120202
- Virtual International Authority File: 41811055
- WorldCat: E39PBJjMCQqqCpq36qxqtdxJjC